# Kyrkslätts kyrkliga samfällighet
Kyrkslätts kyrkliga samfällighet (finska: Kirkkonummen seurakuntayhtymä) är en lokal förvaltningsenhet inom Evangelisk-lutherska kyrkan i Finland. Samfälligheten, som tillhör Esbo stift, bildades av Kyrkslätts svenska församling och Kyrkslätts finska församling (Kirkkonummen suomalainen seurakunta). Kyrkslätts svenska församling tillhör Borgå stift och Kyrkslätts finska församling tillhör Esbo stift.
Kyrkslätts kyrkliga samfällighet har hand om ekonomi-, förvaltnings-, begravnings- och fastighetstjänster.
År 2019 hade hela samfälligheten 26 060 medlemmar. Av den finskspråkiga befolkningen i Kyrkslätt är 69,8 procent medlemmar i Kyrkslätts finska församling och av den svenskspråkiga befolkningen är 82,2 procent medlemmar i Kyrkslätts svenska församling. Totalt var 65,7 procent av Kyrkslätts befolkning medlemmar i Kyrkslätts kyrkliga samfällighet samma år.

## Lokaler
Lista över Kyrkslätts kyrkliga samfällighets lokaler:
- Kyrkslätts kyrka
- Masaby kyrka och församlingshem
- Haapajärvi kyrka
- Haapajärvi begravningskapell
- Kyrkslätts församlingshem
- Veikkola församlingshem
- Pastorskansliet
- Räfsö lägercentrum
- Familjerådgivningscentralen
- Lokalerna på Torgvägen
- Hörnan
- Ellen - Församlingarnas utrymme i Köpcentret Kirsikka
- Prästängens klubbutrymme
- Gesterbys verksamhetsutrymme
- Klubbhuset Lyan